# Font del Pollancre (Bertí)
La Font del Pollancre és una font del poble de Bertí, en el terme municipal de Sant Quirze Safaja, a la comarca del Moianès.
És a 867,9 metres d'altitud, a l'extrem nord-est del Serrat del Soler, al nord de les restes de la masia de Bernils i al nord-oest del Puigfred. També queda al nord del Pla de Bernils.